# Мисс Вселенная 2009
Мисс Вселенная 2009 (англ. Miss Universe 2009) — 58-й конкурс Мисс Вселенная, финал которого проходил 23 августа 2009 года в багамском городе Нассау на острове Атлантис-Парадайс. В конкурсе соревновались представительницы 84 стран и территорий, однако из-за болезни Джуэл Сельвер — представительницы Теркс и Кайкос — в финале участвовали 83 девушки. Впервые за историю конкурса корона победительницы второй год подряд досталась представительнице одной страны — венесуэлка Стефания Фернандес получила корону из рук своей соотечественницы Дайаны Мендосы.

## Итоговые места
| Результат           | Участница |
| ------------------- | --- |
| Мисс Вселенная 2009 | - Венесуэла — Стефания Фернандес |
| 1-я вице-мисс       | - Доминиканская Республика — Ада де ла Крус                                                                                              |
| 2-я вице-мисс       | - Косово — Маригона Драгуша |
| 3-я вице-мисс       | - Австралия — Рэйчел Финч |
| 4-я вице-мисс       | - Пуэрто-Рико — Майра Матос |
| Топ 10              | - Франция — Клоэ Морто - ЮАР — Татум Кешвар - Чехия — Ивета Лутовская - Швейцария — Уитни Тойлой - США — Кристен Далтон                  |
| Топ 15              | - Албания — Хасна Джукичи - Бельгия — Зейнеп Север - Швеция — Рената Керльен - Хорватия — Сара Чосич - Исландия — Ингибьорг Эгильсдоттир |

## Результаты
| \| Страна \| Конкурс в купальниках \| Конкурс в вечерних платьях \| \| ------------------------ \| --------------------- \| -------------------------- \| \| Венесуэла \| 8.760 (4) \| 8.869 (5) \| \| Доминиканская Республика \| 9.189 (2) \| 9.428 (1) \| \| Косово \| 8.790 (3) \| 9.250 (2) \| \| Австралия \| 9.264 (1) \| 9.039 (4) \| \| Пуэрто-Рико \| 8.533 (7) \| 9.050 (3) \| \| Франция \| 8.640 (5) \| 8.650 (6) \| \| ЮАР \| 8.460 (8) \| 8.040 (7) \| \| Чехия \| 8.350 (9) \| 8.010 (8) \| \| Швейцария \| 8.611 (6) \| 7.890 (9) \| \| США \| 8.060 (10) \| 7.550 (10) \| \| Албания \| 7.900 (11) \| \| \| Бельгия \| 7.870 (12) \| \| \| Швеция \| 7.830 (13) \| \| \| Хорватия \| 7.811 (14) \| \| \| Исландия \| 7.730 (15) \| \| | Победительница Первая вице-мисс Вторая вице-мисс Третья вице-мисс Четвёртая вице-мисс Top 10 Top 15 (#) результат в каждом конкурсе |                            |
| Страна | Конкурс в купальниках | Конкурс в вечерних платьях |
| Венесуэла | 8.760 (4) | 8.869 (5)                  |
| Доминиканская Республика | 9.189 (2) | 9.428 (1)                  |
| Косово | 8.790 (3) | 9.250 (2)                  |
| Австралия | 9.264 (1) | 9.039 (4)                  |
| Пуэрто-Рико | 8.533 (7) | 9.050 (3)                  |
| Франция | 8.640 (5) | 8.650 (6)                  |
| ЮАР | 8.460 (8) | 8.040 (7)                  |
| Чехия | 8.350 (9) | 8.010 (8)                  |
| Швейцария | 8.611 (6) | 7.890 (9)                  |
| США | 8.060 (10) | 7.550 (10)                 |
| Албания | 7.900 (11) |                            |
| Бельгия | 7.870 (12) |                            |
| Швеция | 7.830 (13) |                            |
| Хорватия | 7.811 (14) |                            |
| Исландия | 7.730 (15) |                            |

## Специальные награды
| Мисс конгениальность        | - Китай — Ван Цзинъяо (Китай)          |                                       |                                       |
| Мисс фотогеничность         | - Таиланд — Чутима Дуронгдет (Таиланд) |                                       |                                       |
| Лучший национальный костюм: | - Панама — Диана Бросе (Панама)        | 2-е место: Индиана Санчес (Никарагуа) | 3-е место: Чутима Дуронгдет (Таиланд) |

## Фоновая музыка
- Opening Number: «I Gotta Feeling» by Black Eyed Peas, «Fire Burning» by Sean Kingston
- Презентация модной обуви: «Body Language» by Heidi Montag (Live performance)
- Конкурс в купальниках: «Right Round» and «Jump» by Flo Rida (Live performance)
- Конкурс в вечерних платьях: «When Love Takes Over» by David Guetta featuring Kelly Rowland (Live performance)

## Церемония открытия
Был проведен предварительный конкурс Мисс Вселенная в Интернете.
По предварительным условиям конкурса все участницы соревновались в купальниках и вечерних платьях, после чего были выбраны 15 финалисток, которые были выявлены в начале 2-часовой телепередача Мисс Вселенная 2009, на каналах NBC и Telemundo в воскресенье, 23 августа 0100 GMT.
Предварительный конкурс был организован победительницей Мисс Вселенная-2008 Дайаной Мендозой и местным радио Багамские Острова. Лондонский певец Энтони Райт исполнил свой хит «WUD if I Cud» во время конкурса.

## Финальное шоу
На этом конкурсе появилась телепередача «жизнь Мисс Вселенной», которую организовал Дональд Трамп.
84 конкурсанток привезли свои национальные костюмы, в том числе новая участница от Теркс и Кайкос — Jewel Selver. Когда Top 15 были объявлены, Дайана Мендоса рассказала о своем опыте, как "Мисс Вселенная 2008. Top 15 полуфиналисток соревновались в конкурсе Купальник, который определил Топ-10 финалисток и программа дня была завершена в конкурсе Вечернее платье. Телевизионная аудитория смогла увидеть судей в средней комбинированной оценке. Перед объявлением финалисток было два специальных приза — "Мисс Конгениальность и Мисс Фотогеничность. И два азиатских судьи утверждали все специальные награды — Ван Jingyao из Китая и Чутима Дуронгдеж из Таиланда. Дайана Мендоса показала новую корону «Мисс Вселенная». В итоге Top 5 финалисток после участия в финале определили новую Мисс Вселенную 2009 — которой стала Стефания Фернандес.
Телепередача была организована Access Hollywood, Билли Буш и знаменитость Клаудиа Иордания. Впервые на конкурсе, специальный гость — Heidi Montag — исполнила свой первый официальный сингл Body Language в презентации моды. Композиция Flo Rida была исполнена в конкурсе в купальниках, и David Guetta с Kelly Rowland исполнили своё произведение в конкурсе вечернее платье.
Зрелище было исторически значимо с помощью ресурса Skype. Майра Матос, представляющая Пуэрто-Рико, спросила Мисс Вселенная 2007 Риё Мори из Японии через Skype.

## Судьи

### Телепередача судей[1]
- Кейша Уитакер — Мода Maven и основатель приятный Couture линии губ Gloss.
- Тамара Tunie — актриса, «Закон и порядок: Специальный корпус жертв».
- Джордж Малуф младший — профессиональный репортер мира спорта и Hotelier.
- Фарук Шами — основатель и председатель CHI.
- Ричард Лефрак — председатель, президент и генеральный директор организации Лефрак.
- Хизер Хизер — меценат и владелец компании Resorts.
- Мэтью Ролстон — ведущий фотограф и директор.
- Dean Cain — актёр и продюсер.
- Колин Коуи — автор, личность телевидения и конструктор со звездами.
- Валерия Мазза — международная супермодель.
- Андре Леон Талли — писатель, удостоенный премии и редактор.
- Джерри Дево — продюсер, удостоенный премии, композитор.

### Предварительные судьи[2]
- Марк Уайли — «Лучшие друзья». Талант исполнительной власти.
- Адриана Цзин — Лицензированный адвокат.
- Тодд Winston — Вице-президент по продажам в рекламной компании Creative.
- Розалина Lydster — модельер для знаменитостей.
- Тайза Tjokroadisumarto — директор розничных операций для Michael Kors.
- Коринна Николя — президент Trump Model Management.
- Дэвид Фридман — исполнительный продюсер компании Carson Daly.
- Стивен Скиллачи — Талантливый продюсер многих шоу, включая хит American Idol.
- Марио Мосли — голливудский хореограф.
- Сара Markantonis — посол США на Багамских Островах.

## Участницы конкурса
| Страна                   | Фото      | Участница                                                      | Дата рождения | Рост | Родной город             |
| ------------------------ | --------- | -------------------------------------------------------------- | ------------- | ---- | ------------------------ |
| Австралия                |           | Рэйчел Финч (Rachael Finch)                                    | 8.7.1988      | 175  | Таунсвилл                |
| Албания                  | Фото      | Хасна Джукичи (Hasna Xhukiçi)                                  |               | 175  |                          |
| Ангола                   | Фото      | Нелса Алвиш (Nelsa Alves)                                      |               |      |                          |
| Аргентина                |           | Йоханна Ласич (Johanna Lasic)                                  |               | 182  | Буэнос-Айрес             |
| Аруба                    | Фото      | Дианна Крос (Dianne Croes)                                     |               |      |                          |
| Багамские острова        | Фото      | Кьяра Шерман (Kiara Sherman)                                   |               |      |                          |
| Бельгия                  |           | Зейнеп Север (Zeynep Sever)                                    | 9.7.1989      | 175  | Стамбул                  |
| Болгария                 | Фото      | Элица Лубенова (Elitsa Lubenova)                               |               |      |                          |
| Боливия                  | Фото      | Доминик Пельтьер (Dominique Peltier)                           |               | 180  | Кочабамба                |
| Бразилия                 |           | Ларисса Коста (Larissa Costa)                                  | 9.3.1984      | 175  | Натал                    |
| Великобритания           | Фото      | Клэр Купер (Clair Cooper)                                      |               |      |                          |
| Венгрия                  | Фото      | Жужа Будаи (Suzann Budai)                                      |               |      |                          |
| Венесуэла                |           | Стефания Фернандес (Stefanía Fernández)                        | 4.9.1990      | 179  | Мерида                   |
| Вьетнам                  | Фото      | Во Хоанг Йен (Võ Hoàng Yến)                                    | 29.10.1989    | 179  | Хо Ши Мин                |
| Гайана                   | Фото      | Дженел Кокс (Jenel Cox)                                        |               |      |                          |
| Гана                     | Фото      | Дженнифер Корантенг (Jennifer Victoria Koranteng)              |               |      |                          |
| Гватемала                | Фото      | Лурдес Фигероа (Lourdes Figueroa)                              | 1988          |      | Гватемала                |
| Германия                 | Фото      | Мартина Ли (Martina Lee)                                       |               |      |                          |
| Гондурас                 | Фото Фото | Бельгика Суарес (Bélgica Suárez)                               |               |      |                          |
| Греция                   |           | Вивиана Кампаниле-Загорианаку (Viviana Kampanile-Zagorianakou) |               |      |                          |
| Грузия                   |           | Лика Орджоникидзе (Lika Ordzhonikidze)                         |               |      |                          |
| Гуам                     |           | Расин Мэнли (Racine Manley)                                    |               |      |                          |
| Доминиканская республика |           | Ада де ла Крус (Ada de la Cruz)                                | 15.6.1986     | 183  | Villa Mella              |
| Египет                   |           | Эльхам Вагди (Elham Wagdi)                                     |               |      |                          |
| Замбия                   |           | Анделла Мэттьюс (Andella Chileshe Matthews)                    |               |      |                          |
| Израиль                  |           | Юлия Димент (Julia Dyment)                                     |               |      |                          |
| Индия                    |           | Экта Чоудхри (Ekta Choudhry)                                   | 31.3.1986     |      | Варанаси                 |
| Индонезия                |           | Зиванна Сирегар (Zivanna Letisha Siregar)                      |               | 178  | Джакарта                 |
| Ирландия                 |           | Диана Доннели (Diana Donnelly)                                 |               |      |                          |
| Исландия                 |           | Ингибьорг Эгильсдоттир (Ingibjörg Egilsdóttir)                 | 21.5.1985     | 177  | Рейкьявик                |
| Испания                  |           | Эстибалис Перейра (Estíbaliz Pereira Rabade)                   |               |      |                          |
| Италия                   |           | Лаура Валенти (Laura Valenti)                                  |               | 175  | Ареззо                   |
| Каймановы острова        |           | Никосия Лоусон (Nicosia Lawson)                                | 1983          | 175  | Сент-Винсент и Гренадины |
| Канада                   |           | Мариана Валенте (Mariana Valente)                              |               |      |                          |
| Кипр                     |           | Клелиа Гиасемиду (Kielia Giasemidou)                           |               |      |                          |
| Китай                    |           | Ван Цзинъяо (Wang Jingyao)                                     |               | 180  | Шандунг                  |
| Колумбия                 |           | Мишель Руильяр (Michelle Rouillard)                            | 28.10.1986    | 173  | Попайян                  |
| Косово                   |           | Маригона Драгуша (Marigona Dragusha)                           | 23.9.1990     | 173  | Приштина                 |
| Коста-Рика               |           | Хессика Уманья (Jessica Umaña)                                 |               |      |                          |
| Ливан                    |           | Мартина Андраос (Martine Andraos)                              |               |      |                          |
| Маврикий                 |           | Анаис Веерапатрен (Anaïs Veerapatren)                          | 26.6.1986     | 178  | Маврикий                 |
| Малайзия                 |           | Джоаннабель У (Нг) Ливэнь (Joannabelle Ng)                     |               |      |                          |
| Мексика                  |           | Карла Каррильо (Karla Carrillo)                                | 24.1.1988     | 176  | Гвадалахара              |
| Намибия                  |           | Хэппи Нтеламо (Happie Ntelamo)                                 |               |      |                          |
| Нигерия                  |           | Сандра Отохво (Sandra Otohwo)                                  |               |      |                          |
| Нидерланды               |           | Авалон-Шанель Вайциг (Avalon-Chanel Weyzig)                    |               |      | Zwolle,                  |
| Никарагуа                |           | Индиана Санчес (Indiana Sanchez)                               | 3.8.1987      | 178  | Манагуа                  |
| Новая Зеландия           |           | Кэти Тэйлор (Katie Taylor)                                     |               |      |                          |
| Норвегия                 |           | Эли Ланда (Eli Landa)                                          | 21.3.1984     | 176  | Sandnes                  |
| Панама                   |           | Диана Бросе (Diana Broce)                                      | 28.7.1986     | 170  | Лос-Сантос               |
| Парагвай                 |           | Мареике Баумгартен (Mareike Baumgarten)                        |               | 173  |                          |
| Перу                     |           | Карен Шварц (Karen Schwarz)                                    |               | 178  |                          |
| Польша                   |           | Ангелика Якубовская (Angelika Jakubowska)                      |               |      |                          |
| Пуэрто-Рико              |           | Майра Матос (Mayra Matos)                                      | 28.8.1988     | 175  | Сан-Хуан                 |
| Россия                   |           | София Рудьева (Sofia Rudieva)                                  | 15.11.1990    | 178  | Санкт-Петербург          |
| Румыния                  |           | Бьянка Элена Константин (Bianca Elena Constantin)              |               |      |                          |
| Сальвадор                |           | Майелья Мена (Mayella Mena)                                    | 1.6.1988      |      |                          |
| Сербия                   |           | Драгана Атлия (Dragana Atlija)                                 |               |      |                          |
| Сингапур                 |           | Рэйчел Жуй Чжэ (Кум) (Rachel Kum)                              |               |      |                          |
| Словакия                 |           | Дениса Мендреёва (Denisa Mendrejová)                           |               |      |                          |
| Словения                 |           | Мирела Корач (Mirela Korač)                                    |               |      |                          |
| США                      |           | Кристен Далтон (Kristen Dalton)                                | 13.12.1986    | 173  | Уилмингтон               |
| Таиланд                  |           | Чутима Дуронгдет (Chutima Durongdej)                           | 6.12.1985     | 178  | Бангкок                  |
| Танзания                 |           | Иллюмината Вайз (Illuminata Wize)                              |               |      |                          |
| Турция                   |           | Сенем Куюджуоглу (Senem Kuyucuoğlu)                            |               |      |                          |
| Украина                  |           | Кристина Коц-Готлиб (Kristina Kots-Gotlib)                     | 2.5.1983      | 174  | Донецк                   |
| Уругвай                  |           | Синтия Доттоне (Cintia Dottone)                                |               |      |                          |
| Филиппины                |           | Памела Бьянка Манало (Pamela Bianca Manalo)                    | 30.8.1986     | 178  | Манила                   |
| Финляндия                |           | Эсси Пёйсти (Essi Pöysti)                                      |               |      |                          |
| Франция                  |           | Клоэ Морто (Chloé Mortaud)                                     | 19.9.1989     | 180  | Lisieux                  |
| Хорватия                 |           | Сара Чосич (Sarah Ćosić)                                       |               |      |                          |
| Чехия                    |           | Ивета Лутовска (Iveta Lutovská)                                | 14.5.1983     | 183  | Требон                   |
| Швейцария                |           | Уитни Тойлой (Whitney Toyloy)                                  |               |      |                          |
| Швеция                   |           | Рената Черлжен (Renate Cerljen)                                | 26.3.1988     | 175  | Staffanstorp             |
| Эквадор                  |           | Сандра Винсес (Sandra Vinces)                                  | 1990          | 180  | Портовьехо               |
| Эстония                  |           | Диана Арно (Diana Arno)                                        |               |      |                          |
| Эфиопия                  |           | Мелат Янте (Melat Yante)                                       |               |      |                          |
| ЮАР                      |           | Татум Кешвар (Tatum Keshwar)                                   | 14.12.1983    | 180  | Дурбан                   |
| Южная Корея              |           | Ли На (Ree Na\|Ri Na)                                          | 1985          | 168  | Сеул                     |
| Ямайка                   |           | Каролин Япп (Carolyn Yapp)                                     |               |      |                          |
| Япония                   |           | Эмири Миясака (Emiri Miyasaka)                                 | 16.6.1984     | 171  | Токио                    |

### Страны, вернувшиеся на конкурс
- Румыния в последний раз участвовала в Мисс Вселенная 1998.
- Эфиопия, Исландия, Намибия и Швеция в последний раз участвовали в Мисс Вселенная 2006.
- Болгария, Гайана, Ливан и Замбия в последний раз участвовали в Мисс Вселенная 2007

### Страны, не участвовавшие по финансовым и другим обстоятельствам
- Антигуа и Барбуда
- Дания
- Казахстан:Ольга Никитина не поехала на Мисс Вселенная из-за отсутствия спонсоров в своей стране.
- Северные Марианские Острова:Sorene Maratita, Мисс Вселенная 2009 Марианских островов, не участвовала в Мисс Вселенная 2009 из-за отсутствия спонсоров и финансирования. Она участвовала в конкурсе Мисс Интернешнл 2009.[23]
- Шри-Ланка:Вера Ландерс не принимала участия в Мисс Вселенная 2009, несмотря на то, объявила, что будет участвовать.
- Сент-Винсент и Гренадины: 'Ronique Dellimore не участвовала в Мисс Вселенная 2009, хотя в прессе в её стране она объявила, что будет участвовать.
- Тринидад и Тобаго: Питер Элиас, является держателем франшизы для Тринидада и Тобаго, подтвердил, Тринанад и Тобаго не послал свою представительницу на Мисс Вселенная 2009 из-за отсутствия спонсоров. Правительство Тринидада и Тобаго, сообщил Питер Элиас в 2008 году, что было трудно для него найти спонсоров и что он больше не будет в состоянии финансировать кандидаток. Правительству известно об этом объявлении, что этот конкурс с применением частных инвестиций, а не государственных инвестиций.
- Теркс и Кайкос:Jewel Selver вышла из конкурса менее чем за 24 часа до начала конкурса, утверждая, что она страдает от обезвоживания.[24] Selver была первой участницей, которую сняли во время подготовки к этому событию на месте проведения конкурса.

## Подробнее об участницах
- Киара Шерман (Багамские острова) была Мисс Teen Багамы в 2000—2001 годах.
- Зейнеп Север (Бельгия) участвовала в конкурсе Miss Globe 2007 года.
- Зейнеп Север' (Бельгия),Клоэ Морто (Франция),Мартина Андраос (Ливан), "Анаис Веерапатрен  (Маврикий),Хэппи Нтеламо (Намибия), Авалон-Шанель Вейзиг (Нидерланды), иТатум Кешвар (Южная Африка) участвовали в Мисс Мира 2009 в Йоханнесбурге, Южная Африка 12 декабря 2009. Мисс Южная Африка стала 2 вице-мисс, а Мисс Франция вошла в (Top 7 финалистов).
- Никосия Лоусон (Каймановы острова) участвовала в Мисс Мира 2008.
- Хессика Умана (Коста-Рика) участвовала в мисс Коста-Рика 2008, где она была дисквалифицирована из-за болезни. Вместе с тем она вступила в конкурсе ещё раз через год, и выиграла.
- Ивета Лютовска (Чешская Республика), ранее носила титул Мисс Модель Мира 2007.[25]
- Ада де ла Крус (Доминиканская Республика) участвовала в Мисс Мира 2007 и выиграла премию Мисс Пляж, что дало ей автоматическое место в полуфинале.
- Сандра Винкес (Эквадор), вошла в Топ-10 на Мисс Топ-модель 2008.
- Эльхам Вагди (Египет), ранее первая вице-мисс в конкурсе 2005 года Мисс Египет. Эльхам выиграла «Мисс Вселенная 2009 Египет и участвовала в Мисс Земля 2005, Мисс Интернешнл 2006, и» Мисс Интерконтиненталь-2007 (где она была в полуфинале).
- Мелат Янте (Эфиопия) является в Эфиопии Top Model.
- Клер Купер (Великобритания) представляла Англию на Мисс Земля 2007, но не вошла в финал.
- Лика Орджоникидзе (Грузия), участвовала в "Мисс Интерконтиненталь-2009 в Минске, Беларусь, где она вошла в Топ 15.
- Зиванна Сирегар (Индонезия) победила в Elite Model Look в Индонезии, потом участвовал в Elite Model Look Азиатско-Тихоокеанского региона Quest 2006.
- Каролин Яп (Ямайка) стала первой занявшей второе место на Miss Jamayca World, и раньше была призёром в Мисс Вселенная Ямайка несколько лет назад.
- Эмира Миясака (Япония) был второй вице-мисс Мисс Интернешнл Япония 2008 года.
- Эли Ланда (Норвегия) участвовала в Model Look International 2003.
- Анжелика Якубовска (Польша) иИллумината Джеймс (Танзания) участвовали в Мисс Интенешнл 2009, не заняв мест в финале.
- Майра Матос (Пуэрто-Рико), ранее носила титул Мисс Teen Интернешнл 2006 года.[26] *Во Хоанг Йен (Вьетнам) стала победительницей конкурса во Вьетнаме Супермодель 2008 и первая призёр конкурса Мисс Вселенная-2008 "во Вьетнаме.
- Анделла Мэттьюс (Замбия) стала Мисс Вселенная Замбия в 2008 году.

### Другое
Впервые, на Багамах прошёл конкурс Мисс Вселенная.
- Хорватия был заинтересована в организации "Мисс Вселенная 2009, но она вышла из проекта из-за экономических проблем, связанных с текущим мировым экономическим кризисом.[27]

В июле прошлого года инвестор Джонатан Уэстбрук пытался организовать Мисс Вселенная 2009, но его усилия были напрасны, как возможное место проведения в России не устроило организаторов.
- Дональд Трамп заявил о намерении провести конкурс в 2009 году в Дубае, но отступил из-за политической нестабильности, касающихся отношений между Объединённых Арабских Эмиратах и Израиля, а также по религиозным соображениям.[29]

### Споры между Боливией и Перу
1 августа 2009 боливийские чиновники заявили, что они могут подать в суд на организаторов конкурса Мисс Вселенная из-за планируемого незаконного использования костюма диаблада перуанской представительницей Карен Шварц. Пабло Гру, боливийский министр культуры, сказал, что любое использование костюма перуанской кандидаткой Шварц в конкурсе будет незаконным присвоением боливийского наследия, и пригрозил передать дело в международный суд. Перуанская газета  El Comercio отметила, что это не первый раз, когда костюм диаблада используется в конкурсе и что его хотела использовать в конкурсе Мисс Вселенная чилийка Мария Хосефа Исенсе. Перуанский министр иностранных дел Хосе Антонио Гарсиа Белаунде заявил, что поскольку индейцы аймара также проживают и в Перу, поэтому этот костюм является также перуанским национальным костюмом.